# بلو جی (ویرجینیای غربی)
بلو جی (به انگلیسی: Blue Jay) یک منطقهٔ مسکونی در ایالات متحده آمریکا است که در شهرستان رالی، ویرجینیای غربی واقع شده‌است. بلو جی ۷۰۱٫۹۶ متر بالاتر از سطح دریا واقع شده‌است.